# گروه نورگس
گروه نورگس (انگلیسی: NorgesGruppen) شرکت عمده‌فروشی نروژی است، که در سال ۱۹۹۴ تأسیس شد.